# Mistrzostwa Świata w Szermierce 1959
Mistrzostwa Świata w Szermierce 1959 – 29. edycja mistrzostw odbyła się po raz trzeci w węgierskiej stolicy Budapeszt.

## Klasyfikacja medalowa
| Lp. | Państwo         | złoto | srebro | brąz | Razem |
| --- | --------------- | ----- | ------ | ---- | ----- |
| 1   | ZSRR            | 3     | 3      | 3    | 9     |
| 2   | Węgry           | 3     | 2      | 1    | 6     |
| 3   | Wielka Brytania | 1     | 1      | -    | 2     |
| 4   | Polska          | 1     | -      | 1    | 2     |
| 5   | Francja         | -     | 1      | 1    | 2     |
| -   | RFN             | -     | 1      | 1    | 2     |
| 7   | Włochy          | -     | -      | 1    | 1     |

## Medaliści

### Mężczyźni
| Złoto | Srebro | Brąz                                                                                                   |
| Floret | | |
| Allan Jay | Claude Netter | Mark Midler                                                                                            |
| ZSRR · Mark Midler · Jurij Rudow · Jurij Sisikin · Gierman Swiesznikow · Wiktor Żdanowicz                            | RFN · Jürgen Brecht · Timothäus Gerresheim · Dieter Schmitt · Jürgen Theuerkauff · Manfred Urschel               | Węgry · Ferenc Czvikovszky · Mihály Fülöp · József Gyuricza · Jenő Kamuti · Kazmer Pacsery · Csaba Pap |
| Szpada | | |
| Bruno Habārovs | Allan Jay | Giuseppe Delfino                                                                                       |
| Węgry · Árpád Bárány · Tamás Gábor · István Kausz · József Sákovics                                                  | ZSRR · Arnold Czernuszewicz · Walentin Czernikow · Bruno Habārovs · Witalij Chodosowski · Guram Kostawa          | Francja · Claude Bourquard · Claude Brodin · Jacques Guittet · Gérard Lefranc · René Queyroux          |
| Szabla | | |
| Rudolf Kárpáti | Tamás Mendelényi                                                                                                 | Jerzy Pawłowski                                                                                        |
| Polska · Emil Ochyra · Jerzy Pawłowski · Andrzej Piątkowski · Włodzimierz Wójcicki · Wojciech Zabłocki · Ryszard Zub | Węgry · Gábor Delneky · Aladár Gerevich · Zoltán Horváth · Rudolf Kárpáti · Tamás Mendelényi · József Szerencsés | ZSRR · Jewhen Czerepowśkyj · Lew Kuzniecow · Umiar Mawlichanow · Jakow Rylski · Dawid Tyszler          |

### Kobiety
| Złoto | Srebro | Brąz                                                                            |
| Floret | |                                                                                 |
| Emma Jefimowa | Galina Gorochowa | Tatjana Pietrienko-Samusienko                                                   |
| Węgry · Katalin Juhász-Nagy · Magdolna Nyári-Kovács · Ildikó Rejtő · Lídia Dömölky-Sákovics · Györgyi Marvalics-Székely · Zsuzsanna Morvay | ZSRR · Galina Gorochowa · Emma Jefimowa · Tatjana Pietrienko-Samusienko · Walentina Prudskowa · Aleksandra Zabielina | RFN · Helmi Höhle · Helga Volz-Mees · Heidi Schmid · Rosemarie Weiß-Scherberger |